# Matilde Moliner Ruiz
Matilde Moliner Ruiz (Madrid, 7 de julio de 1904–Ibídem, 1986) fue una catedrática de instituto y bibliotecaria española, miembro de las Misiones Pedagógicas durante la Segunda República.

## Biografía
Nació en Madrid el 7 de julio de 1904, siendo la tercera hija del matrimonio formado por Matilde Ruiz Lanaja, oriunda de Longares (Zaragoza) y Enrique Moliner Sanz, médico y ginecólogo. Sus hermanos mayores fueron Enrique Moliner y la lexicógrafa María Moliner. Siendo los hijos aún pequeños, el padre abandonó a la familia y se instaló en Argentina, y la madre tuvo que hacerse cargo ella sola de la familia, siendo María, la del medio, la que se sacrificó para que sus hermanos pudieran seguir estudiando en la Institución Libre de Enseñanza (ILE). Cuando Matilde tenía once años, la familia volvió a Zaragoza.
Se licenció por la Universidad de Zaragoza en Filosofía y Letras (sección Historia) en 1925 con premio extraordinario. Para ayudarse en los estudios, durante la carrera había ejercido de profesora en el colegio de segunda enseñanza de la Compañía Siderúrgica del Mediterráneo en Sagunto, ciudad en la que residía su hermano.
Tras terminar la carrera, y como interina, dio clase durante un curso en el Instituto de Segunda Enseñanza de Murcia y en la Facultad de Filosofía y Letras de la misma ciudad. En noviembre de 1926, se trasladó a Madrid al Instituto Cardenal Cisneros y, más adelante, pasó a impartir latín en el Instituto-Escuela. En 1928, estando ejerciendo la docencia como auxiliar en Calatayud, fue nombrada profesora numeraria de Geografía e Historia en el instituto de Requena y, al año siguiente, del de Talavera de la Reina, donde permaneció hasta 1933, cuando fue trasladada a Madrid al Instituto Cervantes como encargada de curso, y en él permaneció hasta el principio de la guerra civil. 
En 1933, inició también su tesis, La  intervención de Inglaterra en la independencia de las colonias hispanoamericanas, bajo la tutela del profesor Rafael Altamira y comenzó su colaboración con las Misiones Pedagógicas, siendo miembro destacada de su Patronato. Fue nombrada secretaria administrativa y desde octubre de 1934 ejerció como secretaria de dicho organismo, en ausencia de Luis Santullano. En 1935, a la muerte de Manuel Bartolomé Cossío, Presidente del Patronato, Matilde Moliner, fue nombrada Vicesecretaria, formando parte de la Comisión Ejecutiva del Patronato junto con Santullano, Domingo Barnés y Amparo Cebrián. Entre las atribuciones de su cargo estuvo la primera selección de libros para el primer fondo de las bibliotecas de las Misiones, labor que desarrolló junto a Antonio Machado, y la comprobación de su funcionamiento mediante visitas sucesivas. También fue nombrada Vicesecretaria de la Junta para Ampliación de Estudios. Junto a Serafina Javierre Mur fueron las dos primeras secretarias redactoras del Estudio de Filología de Aragón.
Durante la guerra se trasladó a Valencia donde ejerció en el Instituto Blasco Ibáñez, más tarde Vicente Ferrer. Al término de la guerra, fue depurada, al igual que los miembros de su familia, su esposo Juan Arévalo, sus hermanos Enrique y María, y el esposo de esta, Fernando Ramón Ferrando. Se instaló en Madrid, mientras su esposo iniciaba un auténtico peregrinaje por distintos institutos de toda España. En 1941, se la declaró «inhabilitada para cargos directivos y de confianza» y fue adscrita al instituto San Isidro de Madrid, con la mitad del sueldo y sin permitírsele dar clase. En el curso 1942/43 se trasladó al instituto de Almería donde también ejercía su marido. En 1950 volvió a Madrid con sus dos hijas, de trece y seis años, mientras que en Almería quedó su marido, que solo consiguió aproximarse en sucesivos traslados a la capital. Matilde Moliner volvió al instituto Cervantes en el curso 1952/1953 donde permaneció hasta su jubilación en 1974.
En Madrid prosiguió con su etapa investigadora y terminó su memoria de becaria en el Instituto Gonzalo Fernández de Oviedo, Ingleses en los ejércitos de Bolivia: el Coronel Enrique Wilson, que fue publicada en la Revista de Indias en 1953. En esta revista publicó entre 1952 y 1965 dieciséis artículos, y colaboró con la editorial Aguilar en la edición crítica del Viaje del Río de la Plata de Ulrico Schmidel (Instituto Cervantes, 1928/1974).
No obstante, una vez instalada en Madrid, se dedicó por completo a la docencia, publicando manuales y libros de texto en el área de Geografía.

## Vida familiar
En 1933 contrajo matrimonio con Juan Arévalo Cárdenas, aprovechando que ambos habían sido trasladados a Madrid. Con él tuvo dos hijas, Matilde (1936) y Laura (1944). Ambas estudiaron en el colegio Estudio, que de alguna forma seguía la línea de la Institución Libre de Enseñanza.
Tanto con sus hermanos como con su madre mantuvo siempre una buena relación, encargándose de esta última cuando su hermana María se trasladó a Murcia. Los tres hermanos, junto a sus cónyuges, permanecieron juntos en Valencia durante la Guerra Civil, prestándose mutuo apoyo. Al término de la guerra, cada uno tuvo que hacer frente a sus expedientes de depuración y sus destinos se separaron, pero aprovechaban cualquier oportunidad para reunirse.  
En Madrid las dos hermanas vivían muy cerca, y con frecuencia María pasaba por el piso de su hermana a la vuelta del trabajo. Con María, y en su casa de Pobla de Montroig (Tarragona), pasó muchos veranos.

## Ideario pedagógico
Influenciada por el espíritu de la ILE, desde 1950 escribía sus textos, pero a partir del Plan de Estudios de 1953 se vio obligada a adaptarlos a las nuevas directrices que obligaban a seguir los textos oficiales; Moliner tuvo en parte que ir en contra de sus métodos. Para  ella  era  fundamental  partir  de  lo  concreto  a  lo  abstracto,  mientras  que  a  partir  de  entonces  los  alumnos  de  primero de bachillerato estudiaban Geografía Universal, y empezaban con la Geografía Astronómica, lo que les impedía «reservar espacio» para captar el interés del alumno e implicarle en el conocimiento geográfico. El compendio exagerado de contenidos en el texto desvirtuaba el apoyo al estudio, principal función de los libros de texto para Moliner. Los alumnos debían aprenderse de memoria unos contenidos de difícil lectura y comprensión. 
¡Si pudiéramos desterrar el libro de texto que es preciso empollarse! (Moliner, 1956).
En sus textos, Moliner cuidaba al máximo la explicación de los contenidos, añadía cuadros para centrar las ideas principales, y un  glosario para los términos difíciles. El Ministerio, que controlaba también el precio de los libros, la obligaba por otra parte a reducir el material de apoyo: lecturas complementarias, imágenes y mapas. En clase se ayudaba con frecuencia de este material complementario, y siendo Geografía la principal materia que impartía, trataba primero de captar el interés de los alumnos localizando aventuras en mapas. Una vez captada la atención, iniciaba el estudio de la materia en sí. Moliner procuraba equilibrar la memoria con el resto de actividades y se servía de cuadernos de trabajo donde los alumnos debían ir plasmando y acrecentando lo aprendido en clase con distintos materiales. En los exámenes primaba la observación a la memoria, y con frecuencia pedía a sus alumnos que describieran una ciudad que conocieran bien y así darles la oportunidad de desarrollar lo que habían aprendido sobre el clima, el paisaje, la orografía, la economía, etc. En general dejó huella en sus alumnos y fue recordada como una buena profesora.
Moliner fue considerada por sus compañeros de claustro como una mujer moderna, sensible además a los cambios que experimentaba la sociedad, puesto que no dudó en apoyar iniciativas para la dignificación del papel de las mujeres en la sociedad y la igualdad entre hombres y mujeres, tanto en el plano político como profesional. Un poco antes de su jubilación fue propuesta para su ingreso en la Orden Civil de Alfonso X el Sabio en la sección «Al Mérito Docente», pero dado su pasado republicano, se denegó su ingreso.
Concluyó su actividad docente con una lección magistral: El Agua: recurso natural y geográfico.
Volvió al instituto en 1981 a celebrar el cincuentenario de su fundación, a hablar de su colaboración con Antonio Machado, de las Misiones Pedagógicas y a rendir homenaje a la Institución Libre de Enseñanza, de la que había aprendido cómo enseñar.

## Obra

### Manuales
- 194? – España y sus paisajes.
- 1950 – Geografía: el mundo y los hombres.
- 1956 – Geografía de España.
- 1958 – Geografía Universal.
- 1968 – España y los españoles.
- 1969 – Historia universal y de España. Edad Antigua y Media, con Juan Arévalo Cárdenas.
- 1975 – Historia de las civilizaciones.

### Artículos
- 1956 – «La Geografía en la Enseñanza Media española. Lo que es y lo que debiera ser». Geographica. Año III, n.º 9-12. Zaragoza.
- 1970 – «Campaña en defensa de los árboles». El Ingenioso Hidalgo, pp.93-95.
- 1982 – «Mis encuentros con Machado». Instituto de Bachillerato Cervantes. Miscelánea en  su  cincuentenario  (1931-1981).  Madrid:  Ministerio  de  Educación  y  Ciencia,  pp.  297-305.